# Paraphimophis rustica
Paraphimophis rustica is een slang uit de familie toornslangachtigen (Colubridae) en de onderfamilie Dipsadinae.

## Naam en indeling
De wetenschappelijke naam van de soort werd voor het eerst voorgesteld door Edward Drinker Cope in 1878. Oorspronkelijk werd de naam Oxyrrhopus rusticus gebruikt en later werd de soort aan de geslachten Pseudoboa en Clelia toegekend. Het is de enige soort uit het monotypische geslacht Paraphimophis. De slang werd eerder aan andere geslachten toegekend, zoals Oxyrhopus, Pseudoboa en Clelia.

## Verspreiding en habitat
Paraphimophis rustica komt voor in delen van Zuid-Amerika en leeft in de landen Argentinië, Brazilië en Uruguay. Mogelijk komt de slang ook voor in Bolivia. De habitat bestaat uit savannes, scrublands en graslanden.

## Beschermingsstatus
Door de internationale natuurbeschermingsorganisatie IUCN is de beschermingsstatus 'veilig' toegewezen (Least Concern of LC).